# 114P/Wiseman-Skiff
114P/Wiseman-Skiff – kometa krótkookresowa, należąca do rodziny Jowisza.

## Odkrycie
Kometa została odkryta 28 grudnia 1986 roku. Jej odkrywcami byli Jennifer Wiseman oraz Brian Skiff. Odkrycia dokonali w Lowell Observatory (Anderson Mesa Station). Kometa nosi w nazwie nazwiska obojga odkrywców.

## Orbita komety i właściwości fizyczne
Orbita komety 114P/Wiseman-Skiff ma kształt elipsy o mimośrodzie 0,56. Jej peryhelium znajduje się w odległości 1,57 j.a., aphelium zaś 5,51 j.a. od Słońca. Jej okres obiegu wokół Słońca wynosi 6,67 roku, nachylenie do ekliptyki to wartość 18,28˚.
Jądro tej komety ma rozmiary 1,56 kilometra.